# سوسة فراشية مألوفة
سوسة فراشية مألوفة (الاسم العلمي: Tinea familiaris) هي نوع من الحشرات تتبع جنس السوسة الفراشية من فصيلة السوسيات الفراشية.